# Nîjcea Dubecinea, Vîșhorod
Nîjcea Dubecinea (în ucraineană Нижча Дубечня) este o comună în raionul Vîșhorod, regiunea Kiev, Ucraina, formată numai din satul de reședință.

## Demografie
Componența lingvistică a comunei Nîjcea Dubecinea
     Ucraineană (97,59%)
     Rusă (2,33%)
Conform recensământului din 2001, majoritatea populației comunei Nîjcea Dubecinea era vorbitoare de ucraineană (97,59%), existând în minoritate și vorbitori de rusă (2,33%).

## Galerie

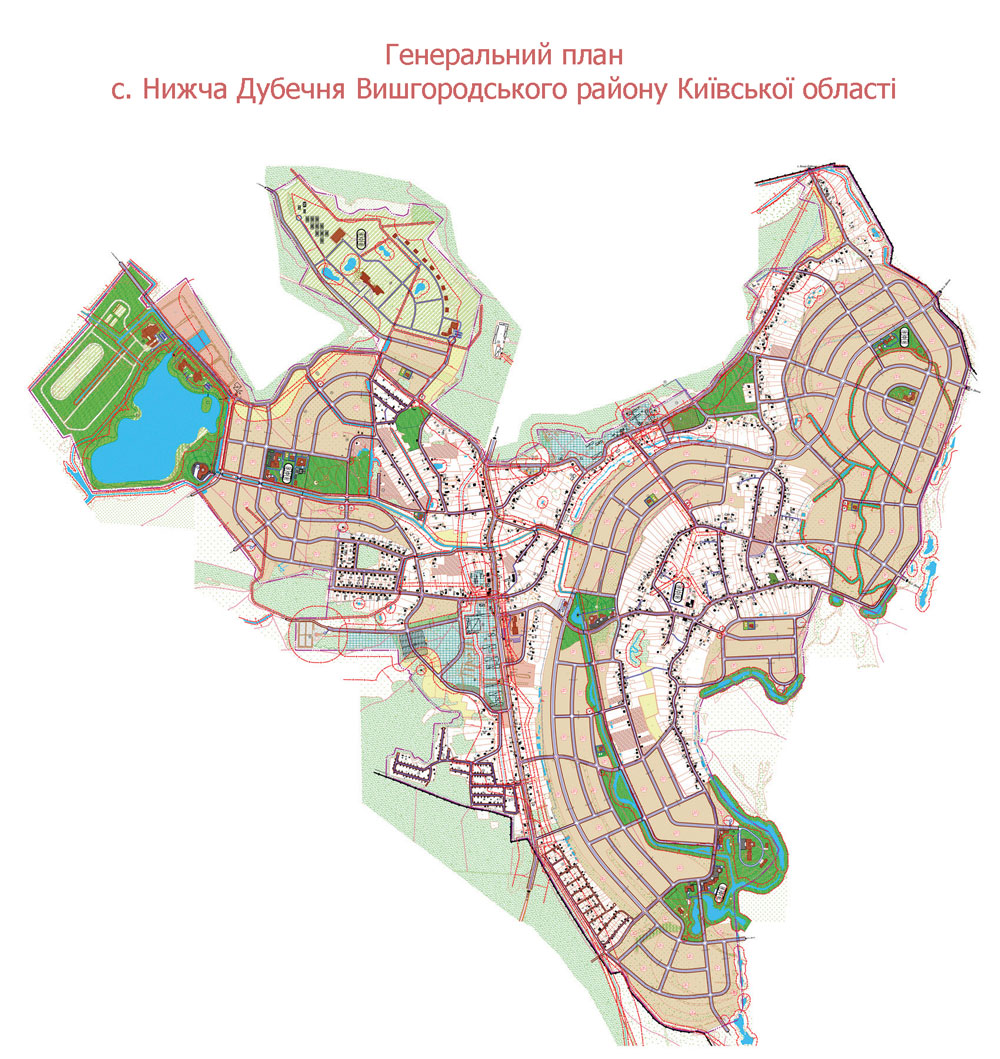
Planul general al satului Nizhcha Dubechnya
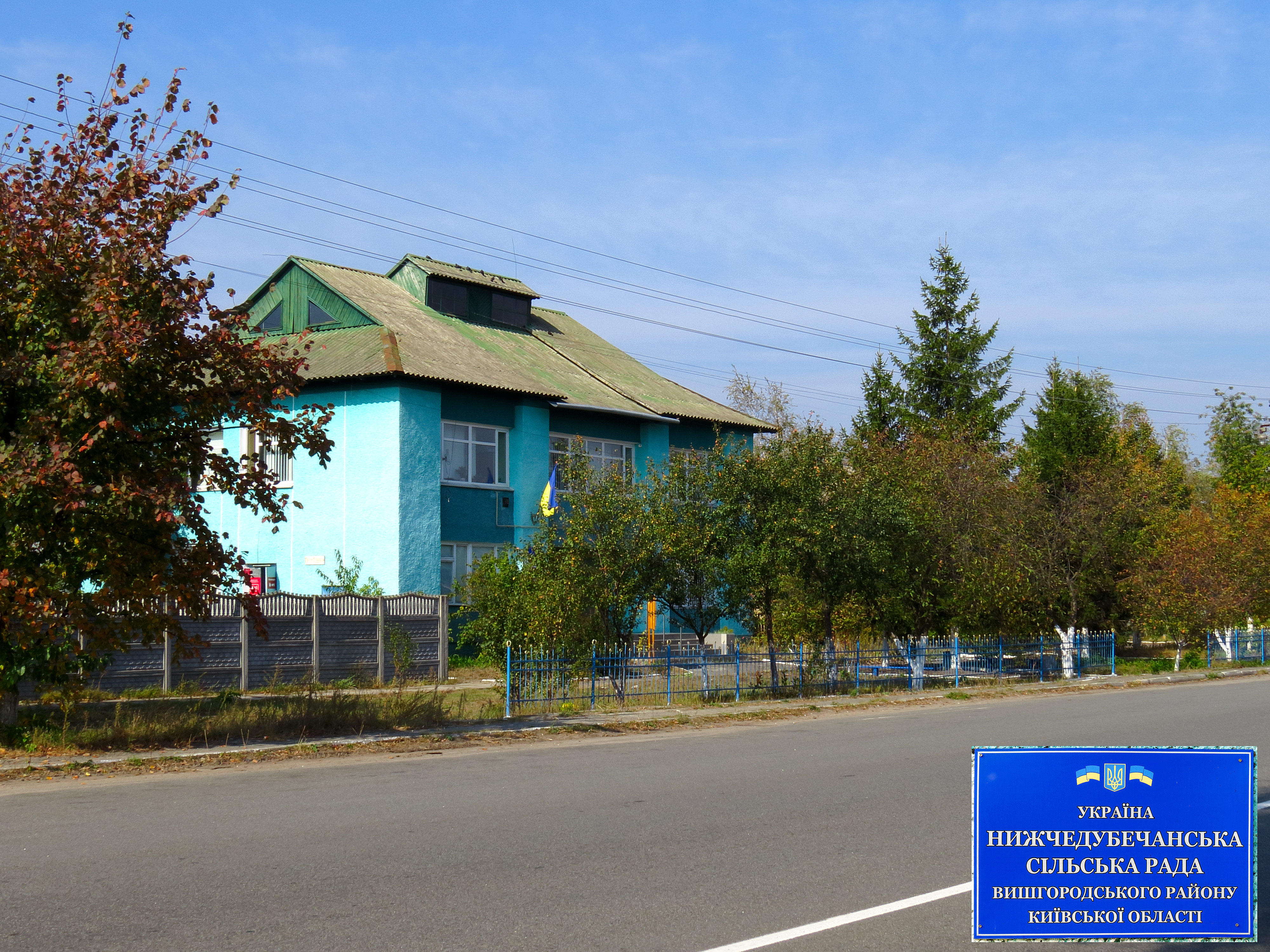
Consiliul Satului
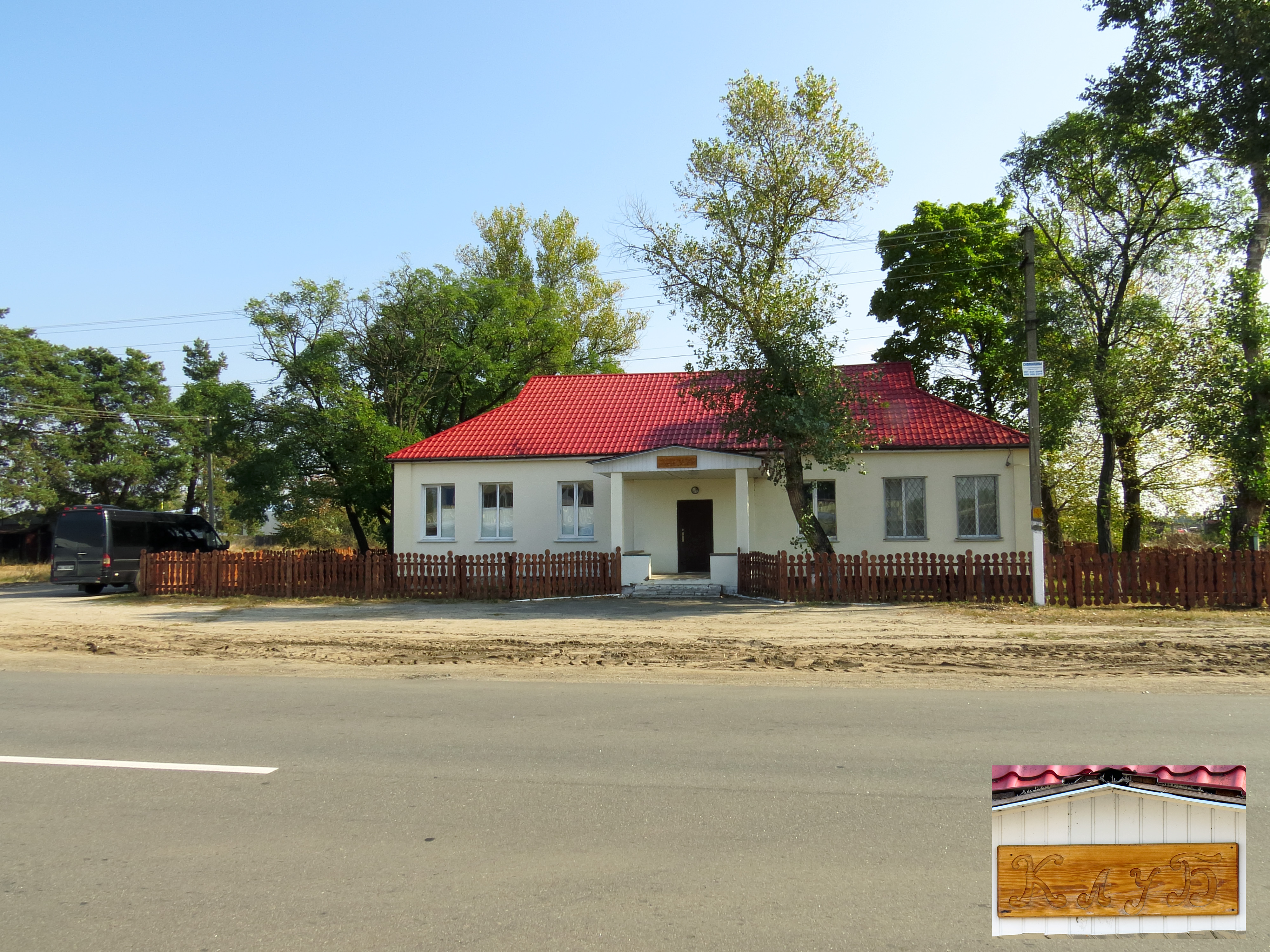
Club
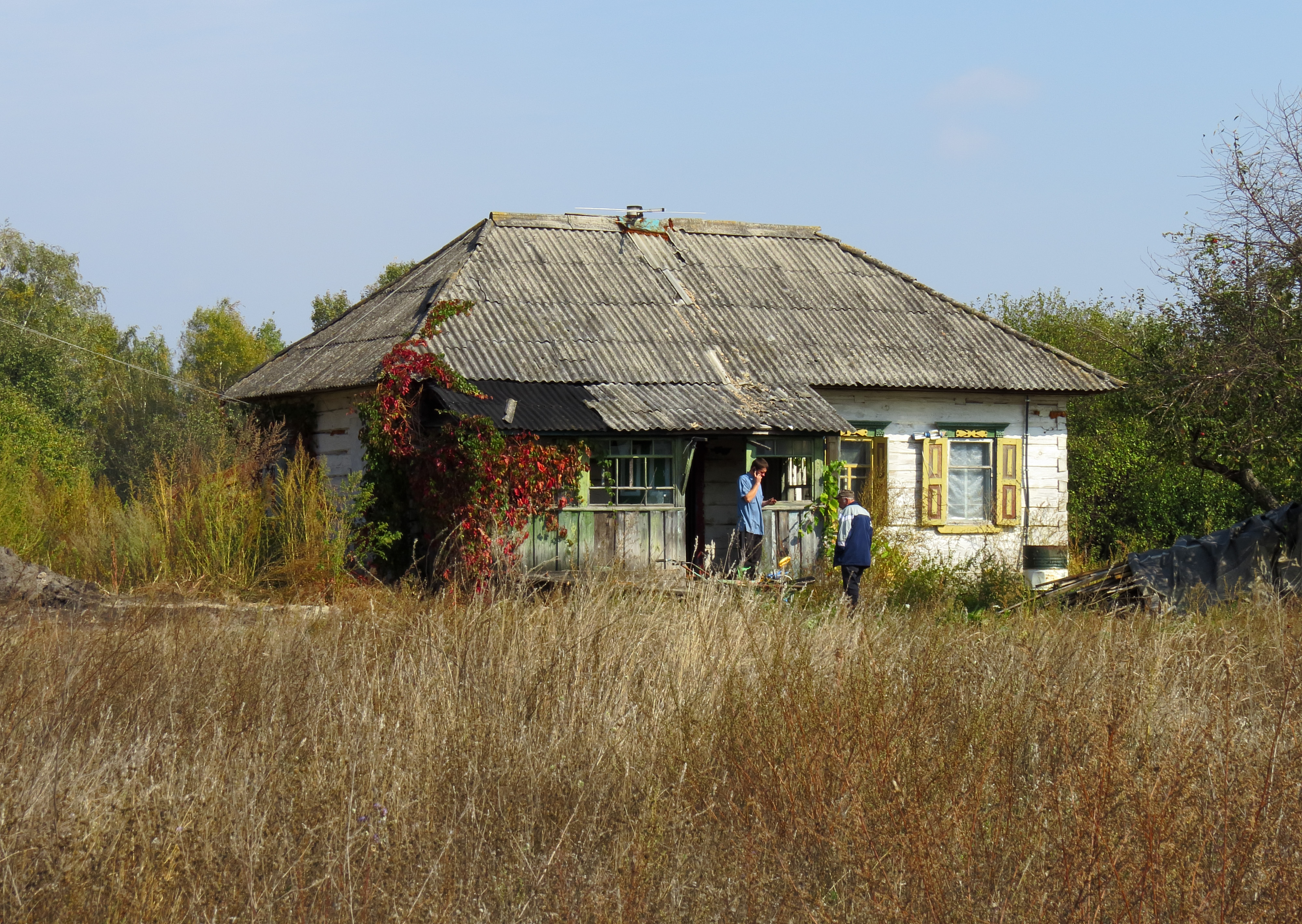
Casă de sat
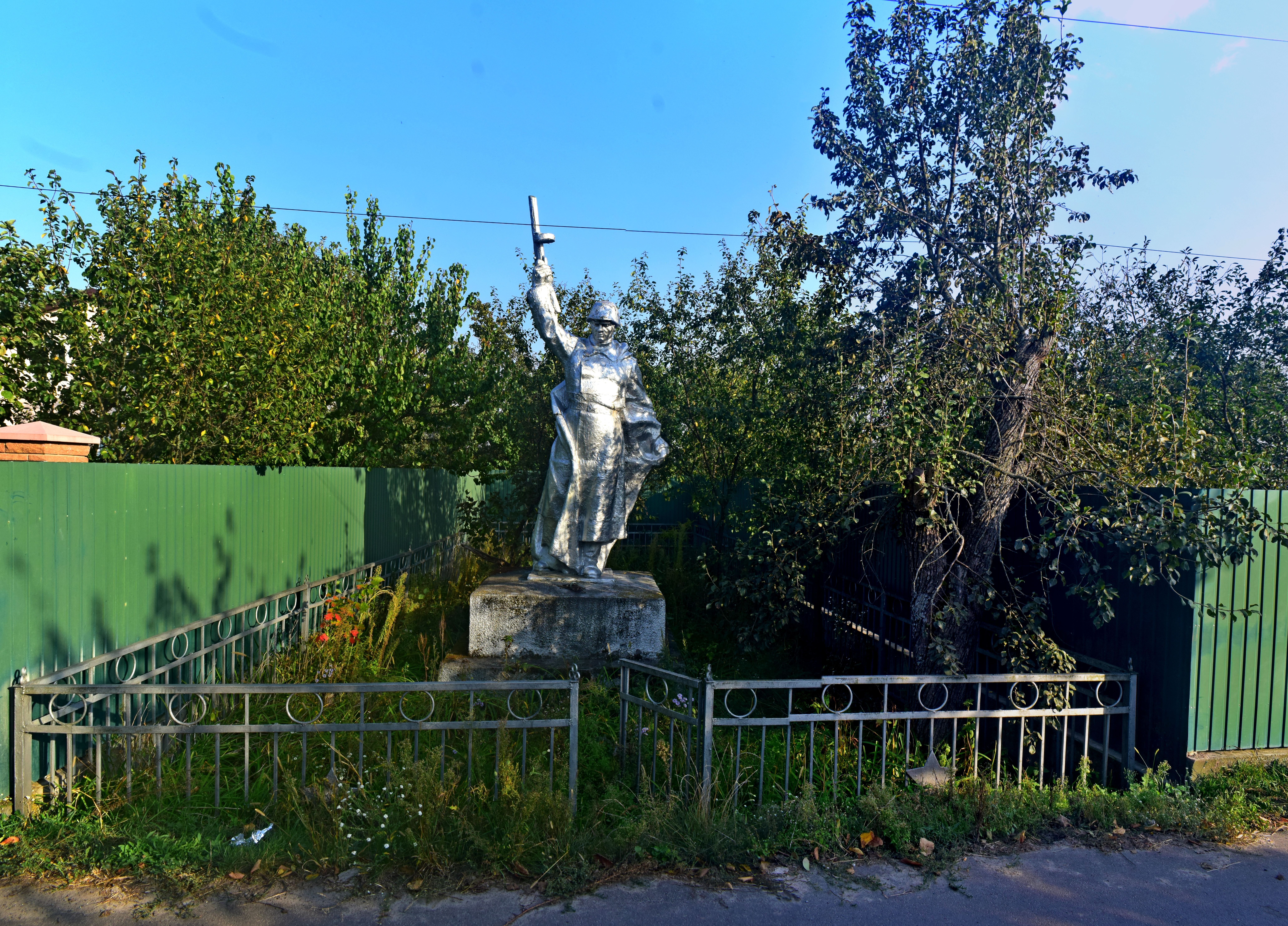
Mormânt comun al soldaților sovietici
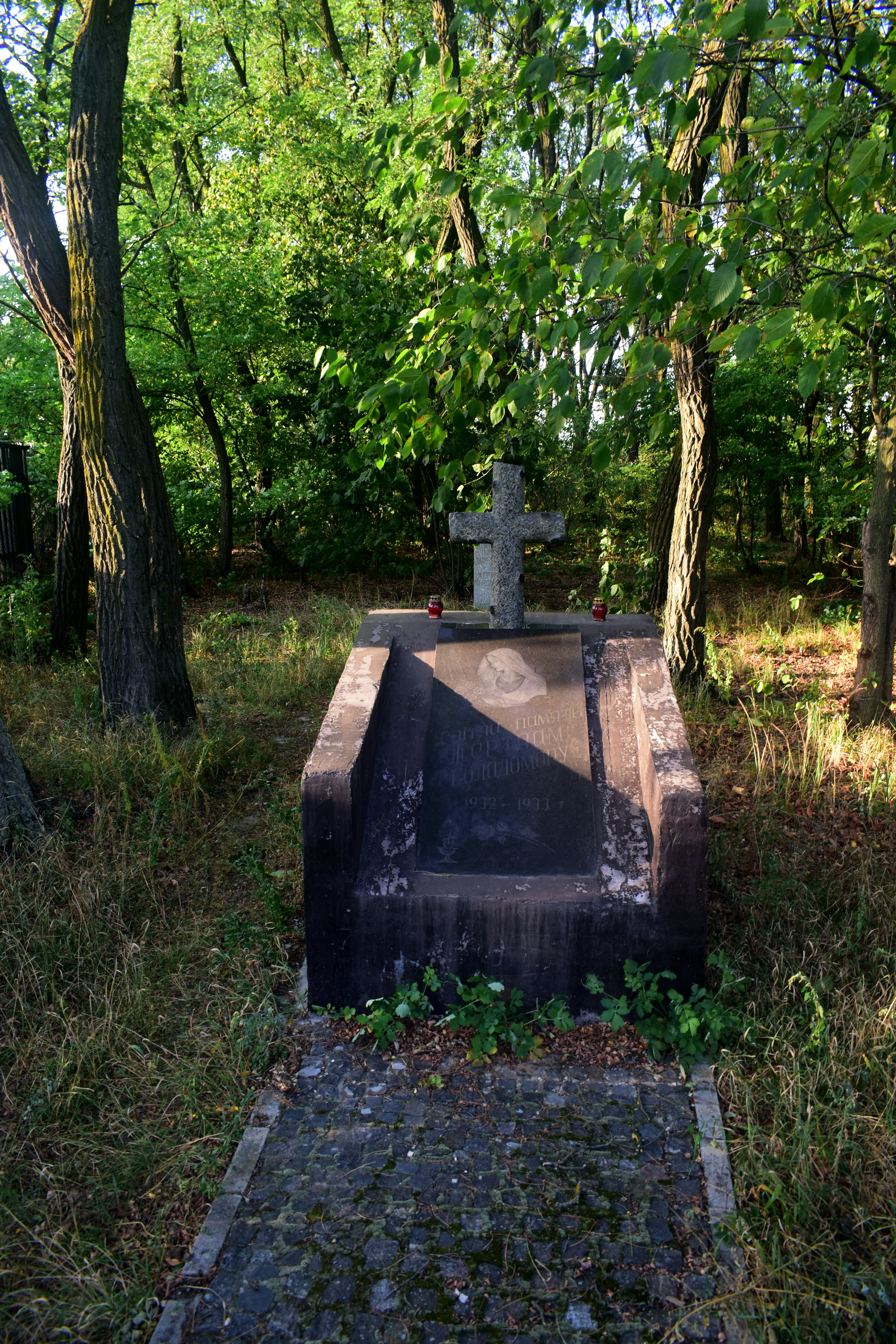
Memorial pentru victimele Holodomorului